# Santiago E. Corvalán
Santiago Emilio Corvalán (Santiago del Estero, 1878-21 de enero de 1956) fue un abogado y político argentino de la Unión Cívica Radical, que se desempeñó como diputado nacional (1916-1924 y 1940-1943) y como senador nacional (1928-1930) por la provincia de Santiago del Estero.

## Biografía
Nació en la ciudad de Santiago del Estero en 1878, asistiendo al Colegio Nacional allí, y se recibió de abogado en la Facultad de Derecho y Ciencias Sociales de la Universidad de Buenos Aires en 1904. Ejerció como abogado en su ciudad y también como periodista.
Entre 1912 y 1916 fue ministro en la gobernación de Antenor Álvarez.
En las elecciones legislativas de 1916, fue elegido diputado nacional por la provincia de Santiago del Estero, por la Unión Cívica Radical. Fue reelegido a un segundo mandato en 1920. Entre 1922 y 1924 se desempeñó como vicepresidente segundo de la Cámara, siendo presidente Ricardo Pereyra Rozas. Luego presidió la convención constituyente que reformó la constitución provincial santiagueña.
Tras las elecciones al Senado de 1928, fue elegido senador nacional con 16 votos (contra seis) de la asamblea legislativa de la provincia de Santiago del Estero. Su mandato se extendía hasta 1937, pero fue interrumpido por el golpe de Estado del 6 de septiembre de 1930. Fue vocal en la comisión de Peticiones y Poderes.
Fue presidente del radicalismo de Santiago del Estero, y en las elecciones provinciales de 1935 se postuló a gobernador. En las elecciones legislativas de 1940, fue nuevamente elegido diputado nacional por la Concertación Cívica. Su mandato se extendía hasta 1944 pero fue interrumpido por el golpe de Estado del 4 de junio de 1943.
En las elecciones provinciales de 1946, fue candidato a gobernador por la Unión Cívica Radical de Santiago del Estero. Quedó en tercer lugar con el 14,24 % de los votos, triunfando Aristóbulo Mittelbach del Partido Laborista.
Falleció en enero de 1956.